# 埃萊娜島
66°37′S 139°44′E / 66.617°S 139.733°E
埃萊娜島是南極洲的島嶼，位於阿黛利地，屬於地質學群島的一部分，處於伊福島西北面0.4公里，由美國海軍拍攝空中照片，並由法國探險隊繪入地圖。